# Арлян (Янаульский район)
Арлян (баш. Әрлән, удм. Арлан) — деревня в Янаульском районе Республики Башкортостан Российской Федерации. Входит в состав Сандугачевского сельсовета.

## География

### Географическое положение
Расположена на речке Киндеклы. Расстояние до:
- районного центра (Янаул): 12 км,
- центра сельсовета (Сандугач): 6 км,
- ближайшей ж/д станции (Янаул): 12 км.

## История
Деревня возникла на основе договора башкир с удмуртами от 1807 года и к 1816 году имела уже 17 дворов с 80 тептярями из удмуртов.
В 1834 году — 152 человека.
В 1870 году — деревня 3-го стана Бирского уезда Уфимской губернии, 34 двора и 252 жителя (126 мужчин и 126 женщин).
В 1896 году в деревне Новокыргинской волости IV стана Бирского уезда — 54 двора, 318 жителей (177 мужчин, 141 женщина). В 1906 году — 353 жителя.
В 1920 году по официальным данным в деревне 66 дворов и 310 жителей (150 мужчин, 160 женщин), по данным подворного подсчета — 283 удмурта и 57 башкир в 66 хозяйствах.
В 1926 году деревня относилась к Янауловской волости Бирского кантона Башкирской АССР.
В 1928—51 годах деревня была центром сельсовета.
В 1931 году создан колхоз «Трактор», вошедший в 1951 году в состав колхоза им. Матросова.
В 1939 году в деревне 362 жителя, в 1959 году — 209.
В 1982 году население — около 140 человек.
В 1989 году — 121 человек (58 мужчин, 63 женщины).
В 2002 году — 118 человека (54 мужчины, 64 женщины), удмурты (91 %).
В 2010 году — 93 человека (40 мужчин, 53 женщины).

## Население
| 2002 | 2009 | 2010 |
| ---- | ---- | ---- |
| 118  | ↘112 | ↘93  |